# Thorectandra glomerosus
Thorectandra glomerosus är en svampdjursart som beskrevs av Wiedenmayer 1989. Thorectandra glomerosus ingår i släktet Thorectandra och familjen Thorectidae.
Artens utbredningsområde är havet kring Australien. Inga underarter finns listade i Catalogue of Life.